# Symphyodon scabrisetus
Symphyodon scabrisetus là một loài rêu trong họ Daltoniaceae. Loài này được Dixon mô tả khoa học đầu tiên năm 1914.